# Moitaco (paroisse civile)
Pour les articles homonymes, voir Moitaco.
Moitaco est l'une des cinq divisions territoriales et l'une des quatre paroisses civiles de la municipalité de Sucre dans l'État de Bolívar au Venezuela. Sa capitale est Moitaco, située sur la rive sud du fleuve Orénoque. Elle abrite le territoire indigène Camurica.

## Environnement
Les deux tiers sud du territoire paroissial sont occupés par la réserve forestière du Caura (Reserva Forestal del Caura, en espagnol).

## Géographie

### Démographie
Hormis sa capitale Moitaco, la paroisse civile regroupe plusieurs localités, dont :
- Camurica
- Corumutopo
- El Guaray
  - El Guaray Adentro
  - El Guaray Afuera
- El Sarrapio
- La Esmeralda
- Las Flores
- Lomas del Viento
- Moitaco
- Peramanal
- San Antonio